# Xenosaurus penai
Xenosaurus penai е вид влечуго от семейство Крокодилови гущери (Xenosauridae). Видът не е застрашен от изчезване.

## Разпространение
Разпространен е в Мексико.

## Описание
Популацията на вида е стабилна.